# 검은집박쥐
검은집박쥐(Hypsugo alaschanicus)는 애기박쥐과에 속하는 박쥐의 일종이다. 동아시아에 널리 분포한다.

## 특징
작은 박쥐로 몸길이는 48.9~55mm이고 전완장은 36~38mm이다. 꼬리 길이는 39~40mm, 발 길이는 7.19~9mm, 귀 길이는 12.15~15mm이다.